# Płynność rynku
Płynność rynku - zjawisko ekonomiczne polegające na tym, że na rynku jakiegoś dobra, możliwe jest wykonywanie transakcji. Jeśli transakcje te można wykonywać bez ograniczeń, rynek jest płynny. 
Brak płynności rynku jest tożsamy ze stanem braku możliwości wykonywania transakcji spowodowanym faktem, że co najmniej jedna ze stron transakcji (nabywcy lub sprzedawcy danego rodzaju aktywów) nie są zainteresowani dokonywaniem transakcji.